# New Zealand Journal of Botany
New Zealand Journal of Botany is het botanische tijdschrift van de Royal Society of New Zealand. Het tijdschrift verschijnt sinds 1963. Jaarlijks verschijnen er vier edities die in totaal meer dan zeshonderd bladzijden tellen.
In het peer reviewed tijdschrift verschijnen onderzoeksartikelen van de internationale botanische gemeenschap met betrekking tot alle aspecten van de botanie, mycologie en fycologie van het zuiden van de Grote Oceaan, Australië, Zuid-Amerika, zuidelijk Afrika en Antarctica. De onderwerpen betreffen onder meer biosystematiek, ecologie, fysiologie, biochemie, genetica, voortplanting, morfologie, ontwikkelingsbiologie, etnobotanie, paleobotanie, bryologie, lichenologie en fytopathologie.
Naast onderzoeksartikelen, publiceert het tijdschrift reviewartikelen, korte mededelingen, brieven aan de redacteur, boekrecensies en speciale themanummers. Alle artikelen die zijn gepubliceerd tussen 1963 en 2005 zijn vrij in te zien op de website. In botanische literatuurverwijzingen wordt wel de standaardafkorting 'New Zealand J. Bot.' Gebruikt. 